# Giuseppe Venceslao del Liechtenstein (militare)
Giuseppe Venceslao Francesco Anastasio del Liechtenstein (Vienna, 21 agosto 1767 – Vienna, 30 luglio 1842) è stato un presbitero e generale austriaco.

## Biografia
Giuseppe Venceslao del Liechtenstein era il secondo figlio del feldmaresciallo principe Carlo Borromeo del Liechtenstein (1730–1789) e di sua moglie, la principessa Maria Eleonora di Oettingen-Spielberg (1745–1812). Suoi fratelli erano dunque i feldmarescialli imperiali Maurizio e Luigi Gonzaga del Liechtenstein. Egli apparteneva ad un ramo collaterale della casata dei principi regnanti del Liechtenstein.
Ancora bambino venne destinato alla carriera ecclesiastica a differenza della maggior parte dei membri della sua famiglia (votati alla carriera militare). Suo padre lo accompagnò nel 1774, a soli nove anni, nella cattedrale di Colonia perché completasse la propria formazione per proseguire poi gli studi verso il sacerdozio. Qui ricevette il canonicato onorario pur non avendo ancora formalmente pronunciato i voti perpetui. Nel 1783 venne trasferito a Rovereto sotto la tutela personale dell'abate Carlo Tacchi (1745-1813), presso il quale ricevette lezioni di musica dal compositore Giacomo Gotifredo Ferrari.
Nel novembre del 1784 si trasferì a Roma, sempre al seguito dell'abate Tacchi, dove ebbe modo di studiare teologia presso il monastero di Santo Stefano del Cacco. Sempre a Roma, due anni dopo, incontrò il poeta tedesco Johann Wolfgang von Goethe che lo introdusse all'Accademia dell'Arcadia, uno dei principali circoli artistici e letterari dell'epoca.
Nel 1788, ricevette infine l'ordinazione sacerdotale.
Mentre si trovava ancora a Roma, sul consiglio del cardinale Giuseppe Garampi, proseguì i propri studi presso un seminario francese e venne nominato canonico della cattedrale di Salisburgo.
Dopo un periodo di travagliate riflessioni personali, ad ogni modo, decise di abbandonare la carriera ecclesiastica per dedicarsi più attivamente a quella militare, seguendo il fulgido esempio dei suoi fratelli. Nel 1804, a Roma, ricevette quindi la secolarizzazione ed entrò a far parte dell'esercito imperiale. Lasciò i propri incarichi militari nel 1814 col grado di maggiore generale per ritirarsi a vita privata dopo aver preso parte all'ultima fase delle guerre napoleoniche.
Morì a Vienna nel 1842 senza mai essersi sposato e senza avere avuto figli.

## Ascendenza
|                                                    |                                       |                                                            | Genitori                                             |  |  | Nonni |  |  | Bisnonni                         |  |  | Trisnonni                      |  |
|                                                    |                                       |                                                            |                                                      |  |  |       |  |  | Filippo Erasmo del Liechtenstein |  |  | Hartmann III del Liechtenstein |  |
|                                                    |                                       |                                                            |                                                      |  |  |       |  |  | Filippo Erasmo del Liechtenstein |  |  | Hartmann III del Liechtenstein |  |
|                                                    |                                       | Sidonia Elisabetta di Salm-Reifferscheidt                  |                                                      |  |  |       |  |  | Filippo Erasmo del Liechtenstein |  |  |                                |  |
| Emanuele del Liechtenstein                         |                                       |                                                            |                                                      |  |  |       |  |  | Filippo Erasmo del Liechtenstein |  |  |                                |  |
|                                                    |                                       | Cristina di Löwenstein-Wertheim-Rochefort                  | Ferdinando Carlo di Löwenstein-Wertheim-Rochefort    |  |  |       |  |  |                                  |  |  |                                |  |
|                                                    |                                       | Cristina di Löwenstein-Wertheim-Rochefort                  | Ferdinando Carlo di Löwenstein-Wertheim-Rochefort    |  |  |       |  |  |                                  |  |  |                                |  |
|                                                    |                                       | Cristina di Löwenstein-Wertheim-Rochefort                  | Anna Maria di Fürstenberg                            |  |  |       |  |  |                                  |  |  |                                |  |
| Carlo Borromeo del Liechtenstein                   |                                       | Cristina di Löwenstein-Wertheim-Rochefort                  |                                                      |  |  |       |  |  |                                  |  |  |                                |  |
|                                                    |                                       | Carlo Ludovico di Dietrichstein                            | Francesco Adamo di Dietrichstein-Hollenburg          |  |  |       |  |  |                                  |  |  |                                |  |
|                                                    |                                       | Carlo Ludovico di Dietrichstein                            | Francesco Adamo di Dietrichstein-Hollenburg          |  |  |       |  |  |                                  |  |  |                                |  |
|                                                    |                                       | Carlo Ludovico di Dietrichstein                            | Maria Cecilia di Trauttmansdorff                     |  |  |       |  |  |                                  |  |  |                                |  |
| Antonia di Dietrichstein-Weichselstädt             |                                       | Carlo Ludovico di Dietrichstein                            |                                                      |  |  |       |  |  |                                  |  |  |                                |  |
|                                                    |                                       | Maria Teresa Anna di Trauttmansdorff                       | Giorgio Sigismondo di Trauttmansdorff                |  |  |       |  |  |                                  |  |  |                                |  |
|                                                    |                                       | Maria Teresa Anna di Trauttmansdorff                       | Giorgio Sigismondo di Trauttmansdorff                |  |  |       |  |  |                                  |  |  |                                |  |
|                                                    |                                       | Maria Teresa Anna di Trauttmansdorff                       | Renata di Wildenstein                                |  |  |       |  |  |                                  |  |  |                                |  |
| Giuseppe Venceslao del Liechtenstein               |                                       | Maria Teresa Anna di Trauttmansdorff                       |                                                      |  |  |       |  |  |                                  |  |  |                                |  |
|                                                    | Antonio Ernesto di Öttingen-Spielberg | Francesco Alberto di Öttingen-Spielberg                    |                                                      |  |  |       |  |  |                                  |  |  |                                |  |
|                                                    | Antonio Ernesto di Öttingen-Spielberg | Francesco Alberto di Öttingen-Spielberg                    |                                                      |  |  |       |  |  |                                  |  |  |                                |  |
|                                                    | Antonio Ernesto di Öttingen-Spielberg | Johanna Margarethe von Schwendi                            |                                                      |  |  |       |  |  |                                  |  |  |                                |  |
| Giovanni Luigi di Öttingen-Spielberg               | Antonio Ernesto di Öttingen-Spielberg |                                                            |                                                      |  |  |       |  |  |                                  |  |  |                                |  |
|                                                    |                                       | Maria Theresia Walburga Eusebia von Waldburg zu Trauchburg | Friedrich Anton Marquard von Waldburg zu Trauchburg  |  |  |       |  |  |                                  |  |  |                                |  |
|                                                    |                                       | Maria Theresia Walburga Eusebia von Waldburg zu Trauchburg | Friedrich Anton Marquard von Waldburg zu Trauchburg  |  |  |       |  |  |                                  |  |  |                                |  |
|                                                    |                                       | Maria Theresia Walburga Eusebia von Waldburg zu Trauchburg | Maria Karoline von Khuenburg                         |  |  |       |  |  |                                  |  |  |                                |  |
| Maria Eleonora di Öttingen-Spielberg               |                                       | Maria Theresia Walburga Eusebia von Waldburg zu Trauchburg |                                                      |  |  |       |  |  |                                  |  |  |                                |  |
|                                                    |                                       | Leopoldo di Schleswig-Holstein-Sonderburg-Wiesenburg       | Federico di Schleswig-Holstein-Sonderburg-Wiesenburg |  |  |       |  |  |                                  |  |  |                                |  |
|                                                    |                                       | Leopoldo di Schleswig-Holstein-Sonderburg-Wiesenburg       | Federico di Schleswig-Holstein-Sonderburg-Wiesenburg |  |  |       |  |  |                                  |  |  |                                |  |
|                                                    |                                       | Leopoldo di Schleswig-Holstein-Sonderburg-Wiesenburg       | Charlotte von Liegnitz                               |  |  |       |  |  |                                  |  |  |                                |  |
| Teresa di Schleswig-Holstein-Sonderburg-Wiesenburg |                                       | Leopoldo di Schleswig-Holstein-Sonderburg-Wiesenburg       |                                                      |  |  |       |  |  |                                  |  |  |                                |  |
|                                                    |                                       | Maria Elisabetta del Liechtenstein                         | Giovanni Adamo Andrea del Liechtenstein              |  |  |       |  |  |                                  |  |  |                                |  |
|                                                    |                                       | Maria Elisabetta del Liechtenstein                         | Giovanni Adamo Andrea del Liechtenstein              |  |  |       |  |  |                                  |  |  |                                |  |
|                                                    |                                       | Maria Elisabetta del Liechtenstein                         | Edmonda Maria di Dietrichstein-Nikolsburg            |  |  |       |  |  |                                  |  |  |                                |  |
|                                                    |                                       | Maria Elisabetta del Liechtenstein                         |                                                      |  |  |       |  |  |                                  |  |  |                                |  |